# 大都會 (DC漫畫)
大都会（英語：Metropolis）是一个虚构的美国城市，出现在DC漫画出版的漫画书中，以超人的家乡而闻名。大都会首次出现在1939年9月出版的《动作漫画》第16期；它被设定成位于美国东北部的大型繁荣城市且紧邻哥谭市。
超人的原型设计者和故事共同创作者——乔·舒斯特在设计大都会天际线的时候模仿了多伦多，他在那里出生并居住到10岁。 但随后的发展中，大都会的外观和风格受纽约市的影响越来越大。
在DC宇宙的设定中，大都会是这个世界上最大和最富裕的城市之一，拥有1,100万人口。

## 城市起源

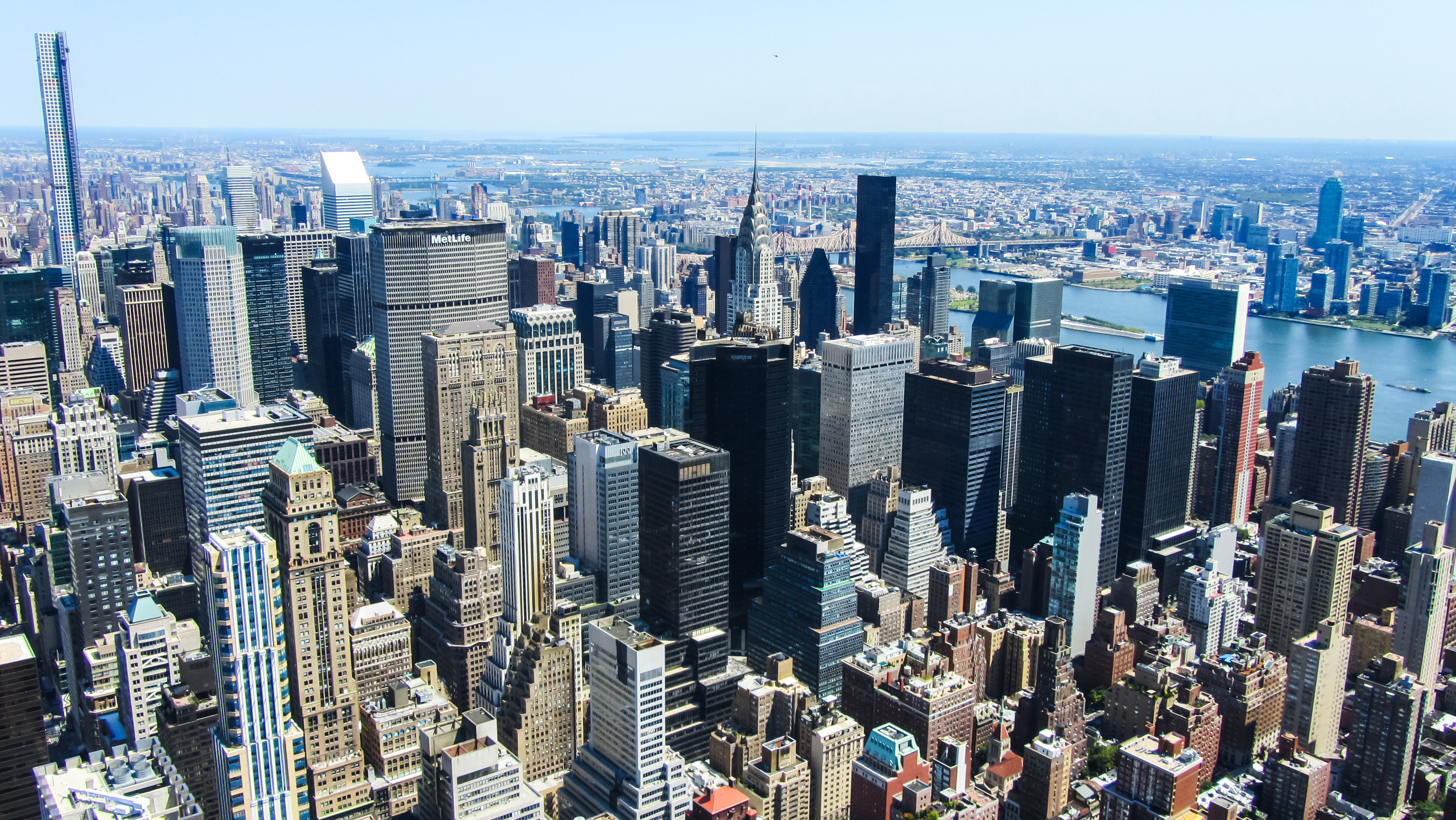
纽约市经常被认为是现实生活中的大都会， 而大都会的地标则是基于曼哈顿的真实情况所改编。

与DC漫画中的其他虚构城市一样，大都会的位置在这些年的发展中屡有变动，但基本上都被描绘成是一個位於美国东北部的主要城市，与纽约市有很多相似之处。
超人的联合创作者乔·舒斯特在10岁的时候就搬到了克利夫兰，他在这里遇到是一些俄亥俄州的本地人，同时也将在未来和他一起成为超人的共同创作者的杰瑞·西格尔。兩人原本计划将超人的故事賣给克利夫兰本地的一家报社，因此他们将故事的背景设置在当地；但当他们最后将这个故事用于漫画书时，他们将超人的故事背景修改为虚构的大都会。舒斯特表示在为大都会这个虚构的城市构建都市风景的时候参考了他的家乡多伦多， 而且在早期的超人故事中，克拉克·肯特在为一家名叫《每日星报》的报社工作，而这家报社的原型正是《多伦多星报》。 但是在《动作漫画》#2中，克拉克·肯特被错误地描写成《克利夫兰晚新闻报（Cleveland Evening News）》的记者。
除了超人之外，大都会亦是其他几位超级英雄的家园，例如金色先锋和蓝甲虫。

## 城市历史
1644年，美国原住民将大都会岛賣给来自欧洲的第一批定居者。 这与纽约市的历史十分相似。1626年，美国原住民将曼哈顿岛賣给了一些来自荷兰的定居者。

## 法律和政府

### 市长
根据超人系列及相关故事提及，大都会历史上至少有三位市长被记载。
- 弗兰克·贝科威茨市长（Mayor Frank Berkowitz）：在约翰·伯恩编写的漫画迷你系列《钢铁之躯（英语：The Man of Steel (comics)）》#4里，在超人与雷克斯·路瑟举行第一次公开会面的时候，贝科威茨市长就已经开始了他在大都会的任期。在这次会面中，超人面临了一个选择，或是收取高额支票而成为卢瑟的盟友，或是答应贝科威茨市长的请求而逮捕卢瑟。超人的决定让路瑟成为他今后最致命的敌人。几年后，贝科威茨市长被路瑟雇佣的杀手暗杀。在电视剧《露易丝与克拉克：超人的新历险（英语：Lois & Clark: The New Adventures of Superman）》中的“钢铸之人（The Man of Steel Bars）”，贝科威茨市长由桑尼·博诺（英语：Sonny Bono）饰演。

- 巴克·萨基特市长（Mayor "Buck" Sackett）：萨基特当选为贝科威茨的继任者，但是他隐瞒了他身为路瑟“傀儡”的事实。

- 弗莱明市长（Mayor Fleming）：弗莱明市长是一位非裔美国人女性，她是在尼克·斯宾塞（英语：Nick Spencer）编写的故事《吉米·奥尔森》中引入。她选择吉米·奥尔森和塞巴斯蒂安·马洛里（Sebastien Mallory）来展示达尔威亚外星人（Dalwythian-Aliens）的城市。

## 当地媒体
大都会首屈一指的报纸就是《星球日报》，这也是DC宇宙中最知名的新闻机构之一。同时，大都会也是国家级杂志《新闻时代（Newstime）》的总部所在地。在歼灭者的故事中，克拉克·肯特是这家杂志的编辑，直至他的主管科林·桑顿（Collin Thornton）在《超人历险记》因为歼灭者而变得行为古怪而导致他被解雇。
位于大都会的其他重要媒体包括，这是银河广播公司（GBS）电视网旗下的旗舰频道，而它们都是银河传播的子公司。 该台最受欢迎的电视节目就是《约翰尼·内华达的午夜秀（The Midnight Show Starring Johnny Nevada）》，这是一档根据全国广播公司节目《今夜秀》而虚构出来的节目，而约翰尼·内华达则是根据该节目的主持人约翰尼·卡森虚拟出来的。
在二十世纪70年代到80年代中期，由于银河传播买下了《星球日报》，因而克拉克·肯特和露易丝·莱恩都前往工作，克拉克甚至还担任其《晚间新闻》的主播。 最后，他与拉娜·蓝一起成为联合主播。 在约翰·伯恩（John Byrne）的改造超人的起源之后，克拉克·肯特和露易丝·莱恩又返回到《星球日报》工作。银河广播公司和WGBS-TV在后危机时代也一直存在，甚至在任何故事里需要出现电视台或电视网的时候都会出现它们。在后危机时代，克拉克·肯特和露易丝·莱恩从来没有为任何电视媒体工作过。不过，吉米·奥尔森和凯特·格兰特都在那里工作。

## 居民与体育
大都会的居民被描绘成漫画中不同族群的大城市居民。他们生活在这个世界上最大、最富有和最重要的城市之一。

### 体育
与其他大城市一样，大都会在各主要体育大联盟内都有参赛队伍。 和纽约市相似，大都会也有两支棒球队伍和美式橄榄球队伍。
在两支棒球队中，克拉克·肯特最喜欢的队伍是“大都会君王队（Metropolis Monarchs）”； 而另一支棒球队，“大都会流星队（Metropolis Meteors）”则在52宇宙中被提及曾与圣路易红雀队有过一战。而在美式橄榄球方面，大都会拥有“大都会地铁队（Metropolis Metros）”和“大都会流星队（Metropolis Meteors）”两支球队。大都会流星队曾经以史蒂夫·隆巴德为明星四分卫。
在电视剧《超人前传》中，大都会还有一支名为“大都会鲨鱼队（Metropolis Sharks）”的足球队。
大都会的篮球队名叫“大都会将军队（Metropolis Generals）”，以舒斯特体育馆为主场。 这个体育馆大概是以《超人》故事的共同创作者乔·舒斯特的姓氏命名的。
大都会也拥有自己的职业冰球队伍，代表大都会出战国家冰球联盟的队伍是“大都会猛犸象队（Metropolis Mammoths）”。
在漫画发行的这些年里，一直提及大都会拥有数个体育馆。其中一个体育馆名为“大都会体育馆”（在终极地球危机前，这个体育馆在地球2上被称之为“运动人体育馆”）， 这个球馆可能受到现实生活里圣路易市运动人公园体育馆的影响，运动人公园体育馆是圣路易红雀队和圣路易棕人队的主场。

## 同名城市
伊利诺伊州一个名为“大都会”的市镇被伊利诺伊州州议会宣布为“超人的故乡”，该市正尽其所有能力为“本地英雄”而庆祝。大都会市庆祝“超人”这个角色的方式包括：在当地兴建了一座超人雕塑、一栋超人博物馆；并设立了一个年度超人庆典；而且当地报纸的名称《大都会星球报（The Metropolis Planet）》就源自《超人》漫画中大都会里的虚构新闻报纸——《星球日报》。这个市镇被绘进了漫画当中，作为一个当地居民非常崇拜其“姊妹城市”超级英雄的城市。